# Supercopa Turca de Voleibol Masculino de 2010
A Supercopa Turca de Voleibol Masculino  de 2010 foi a segunda edição desta competição organizada pela  FTV. Participaram do torneio duas equipes, os campeões da Liga A Turca e da Copa da Turquia.

## Sistema de disputa
O Campeonato foi disputado em um jogo único.

## Equipes participantes
Equipes que disputaram a Supercopa de Voleibol de 2010:
| Equipe         | Cidade   | Qualificação                       | Última participação |
| -------------- | -------- | ---------------------------------- | ------------------- |
| Fenerbahçe SK  | Istambul | Campeão da Liga A Turca 2009–10    | Estreante           |
| Ziraat Bankası | Ankara   | Campeão da Copa da Turquia 2009-10 | Estreante           |

## Resultado
| 15 de outubro de 2010 17:30 Relatório | Ziraat Bankası | 3 — 1                   | Fenerbahçe SK | TVF Başkent Voleybol Salonu, Ankara Árbitro(s): TUR Bayram Dikmentepe TUR Onur Hoşnut |
| 15 de outubro de 2010 17:30 Relatório | 19 25          | Set 1 Set 2 Set 3 Set 4 | 25 19 20 16   | TVF Başkent Voleybol Salonu, Ankara Árbitro(s): TUR Bayram Dikmentepe TUR Onur Hoşnut |

## Premiações
| Supercopa Masculina de 2011        |
| Turquia                            |
| ---------------------------------- |
| Ziraat Bankası Campeão (1º título) |